# Standards de soins pour la santé des personnes transsexuelles, transgenres et de genre non-conforme
Les Standards de soins pour la santé des personnes transsexuelles, transgenres et de genre non-conforme sont un ensemble de recommandations de l'association professionnelle mondiale pour la santé des personnes transgenres en rapport avec la transition médicale de genre.

## Historique
La première version des Standards de soin est publiée en 1979. La version 7 est publiée en 2011, et la version 8 en 2022.